# Ralf Wieland

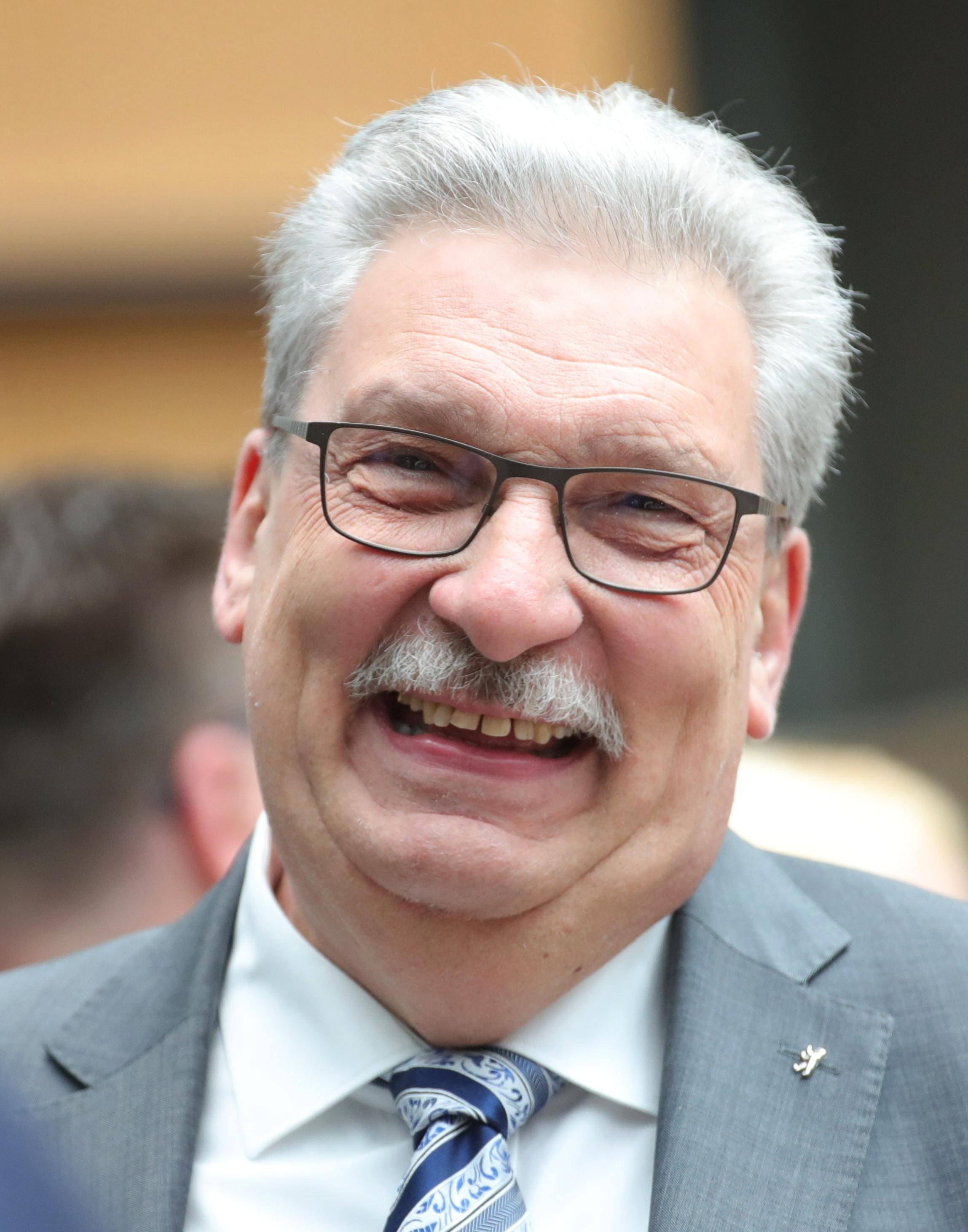
Ralf Wieland (2023)

Ralf Wieland (* 11. Dezember 1956 in Wilhelmshaven) ist ein deutscher Politiker (SPD) in Berlin. Er war von 1999 bis 2021 Mitglied des Abgeordnetenhauses von Berlin. Von 2011 bis 2021 war er der 15. Präsident des Abgeordnetenhauses.

## Biografie
Wieland absolvierte von 1975 bis 1977 eine Ausbildung zum Speditionskaufmann und arbeitete anschließend bis 1986 im Speditionsbereich. Von 1991 bis 1995 war er als Referent bei der Senatsverwaltung für Bau- und Wohnungswesen tätig, von 1997 bis 1999 bei der Senatsverwaltung für Stadtentwicklung, Umweltschutz und Technologie.

## Politik
Wieland trat 1973 in die SPD ein, zog 1977 nach Berlin um und bekleidete verschiedene Parteiämter. Seit 1999 gehört er dem Abgeordnetenhaus von Berlin an. 2016 wurde er im Wahlkreis Mitte 6 mit 25,0 Prozent direkt ins Abgeordnetenhaus gewählt. Von 1999 bis 2004 war er Landesgeschäftsführer der Berliner SPD. Von 2004 bis 2011 war er Vorsitzender des Hauptausschusses des Berliner Abgeordnetenhauses.
Bei der Berlinwahl 2011 wurde Wieland erneut ins Abgeordnetenhaus gewählt. Da der bis dato amtierende Parlamentspräsident Walter Momper aus Altersgründen nicht wieder für das Parlament kandidiert hatte, hatte die SPD als stärkste Fraktion über dessen Nachfolge zu entscheiden. Bei der Nominierung durch die SPD-Fraktion am 18. Oktober 2011 setzte sich Wieland gegen seine Parteikollegin Iris Spranger durch, so dass Wieland am 27. Oktober 2011 vom Abgeordnetenhaus mit 129 von 149 Abgeordneten zum Präsidenten gewählt wurde.
Bei der Berlinwahl 2016 konnte Wieland seinen Wahlkreis verteidigen. Zudem wurde er am 27. Oktober 2016 erneut in das Amt des Parlamentspräsidenten gewählt.
Bei der Wahl zum Abgeordnetenhaus im September 2021 trat Wieland nicht mehr an. Sein Mandat endete mit der Konstituierung der 19. Legislaturperiode am 4. November 2021. Nachfolger im Amt des Präsidenten wurde Dennis Buchner.